# كالاماتا
كَلَماتة أو قلماطة أو (نقحرة: كالاماتا)  (باليونانية: Καλαμάτα)، (بالإنجليزية: Kalamata) مدينة تقع في جنوب اليونان وهي عاصمة مقاطعة ميسينيا

## الموقع والسكان والتسمية
تقع مدينة كلماتا في جنوب شبه جزيرة المورة (البيلوبونيز) على خليج ميسينيا من البحر المتوسط، وهي مدينة صناعية وميناء يبلغ عدد سكانها حوالي 57.000 نسمة (2001). ويعتقد أن اسمها يعود إلى عبارة باليونانية تعني (ذات العيون الجميلة) (Kalla Ommata). حيث يوجد قرب المدينة كنيسة بيزنطية مكرَسة (للعذراء ذات العيون الجميلة).

## التاريخ
على عكس العديد من المدن اليونانية فإن كلماتا لا تعود إلى العصر الكلاسيكي، يوجد بها بقايا أسوار تعد للعصر الميسيني بينما تعود قلعتها للقرن الثالث عشر ب.م. والتي بنيت من قبل جيوفري الأول فيلهاردوان
و قد توالت السيطرة عليها بين البندقية والعثمانيين خلال الحروب بين الطرفين.
ثم أصبحت كلماتا أول مدينة تحررها القوات اليونانية أثناء انتفاضة استقلال اليونان وكان ذلك في 23 آذار/مارس 1821. ولكن في عام 1825 دمرها إبراهيم باشا أثناء حربه في المورة.
بعد ذلك استعادت المدينة نموها تدريجياً وأصبحت أحد أهم المراكز التجارية في المتوسط. تعرضت المدينة لزلزال عنيف في أيلول/سبتمبر عام 1985 تسبب في خسائر بشرية ومادية كبيرة، ولكنها ومنذ ذلك الحين تتطور بشكل مضطرد كعاصمة لمقاطعة ميسينيا، ويوجد بها حالياً أحدث مشفى في اليونان.

## المعالم الأساسية
- القلعة : (باليونانية Κάστρο) (بالإنجليزية Kastro) تعود للقرن الثالث عشر بنيت على يد جيوفري الأول فيلهاردوان ويوجد ضمنها آثار من جدران تعود للعصر الميسيني، ويوجد بالقرب منها مقبرة بيزنطية تعود للقرن الثاني عشر ب.م.
- متحف بيناكيون الأركيولوجي: يقع في مركز المدينة القديمة ضمن بيت ڤينيسي قديم، ويحتوي على لقى أثرية من العصر الميسيني حتى العصر الروماني المتأخر
- متحف الخطوط الحديدية، متحف للفن، ومتحف للفولوكلور وتاريخ الحياة التقليدية في كلماتا.
- دير القديس كونستانتين والقديسة إيليني

## متفرقات
- يقام في كلماتا في كل عام مهرجان عالمي للرقص، ومهرجان عالمي آخر للأفلام الوثائقية.
- تشتهر المدينة وطنياً بزيت الزيتون وثمار التين
- يعد نادي كلماتا إف سي أشهر نادي في المدينة بكرة القدم ويلعب في دوري الدرجة الثانية اليوناني.
- تعد كلماتا مسقط رأس المؤلف الموسيقي اليوناني ياني.
- الزيتون الكلماتا في مصر من أشهر ما أتى به اليونانيون معهم عندما قدموا إلى مصر وخصوصا الإسكندرية في القرن التاسع عشر.